# Carinthilota mavka
Carinthilota mavka är en stekelart som beskrevs av Sergey A. Belokobylskij 1998. Carinthilota mavka ingår i släktet Carinthilota och familjen bracksteklar. Inga underarter finns listade.